# Historisk deckare
Den historiska deckaren (eller kostymdeckaren) är en subgenre inom deckaren. Här förlöper intrigen under en svunnen tid, såsom John Dickson Carrs Bruden i Newgate (1800-talets London) eller Agatha Christies Slutet blir döden (antikens Egypten). Steven Saylors och Lindsey Davis historiska deckare utspelar sig på romartiden. Ellis Peters är ännu ett känt namn inom denna genre, då hennes deckare om Broder Cadfael utspelar sig på 1100-talet.
Många författare har även använt verkliga personer som problemlösare: Sokrates, Leonardo da Vinci eller Florence Nightingale.

## Svenska historiska deckare
- Carina Burman: Vit som marmor
- Bo R. Holmberg: Liemannen: historisk kriminalroman, Väktarsax: historisk kriminalroman
- Ingrid Kampås: I spindelns nät: historisk deckare
- Elisabeth Kågerman: Det bränns! Kriminellt spectacle
- Eva-Marie Liffner: Drömmaren och sorgen
- Jan Mårtenson: Ostindiefararen: en historisk Homan-deckare
- Niklas Natt och Dag: 1793
- Johanna Limme & Martin Palmqvist: Böljelek: kyrkoherde Simon Eldfeldts första fall